# Козлук (Охрид)
Вижте пояснителната страница за други значения на Козлук.
Козлук (на македонска литературна норма: Козлук) е археологически обект, селище от Римската епоха край град Охрид, Северна Македония.

## Местоположение
Намира се на 1 km по пътя Охрид - Струга, на 500 m северно от пътя. Разположен е в триъгълника между бърдото Патерица, бившата железопътна линия Охрид - Кичево, днес коларски път и Коселската река.

## Описание
При защитните археологически проучвания l 1974, 1982 и 1983 година е разкрита монументална сграда - разкошна вила с терма. Сградата има три апсидни части, няколко големи помещения и остатъци от хипокауст в северния край. В няколко помещения са открити повърхности от подови мозайки. Находките се съхраняват в Института и музей – Охрид.
На 13 април 1983 година Козлук е обявен за паметник на културата.